# Mittelschwedische Senke
Die Mittelschwedische Senke ist neben dem dünnbesiedelten Norrland im Norden und der Berglandregion Götaland eine der drei Großlandschaften Schwedens. Es ist eine flache, jedoch zerklüftete Landschaft mit großen Ebenen, Horsten, Tafelbergen, Fjorden und einer Reihe von Seen (darunter die vier größten Seen Schwedens Vänern, Vättern, Mälaren und Hjälmaren).
„Mittelschwedische Senke“ ist der Oberbegriff für die Regionen Uppland und Sörmland sowie den Norden von Östergötland und Västergötland. Durch seine äußerst fruchtbare Böden ist es das landwirtschaftlich genutzte Kernland Schwedens. In ihm liegen neben der Hauptstadt Stockholm weitere große Städte wie Uppsala, Linköping, Västerås, Örebro, Norrköping,  Jönköping, Borås und Göteborg. 
Während die Mittelschwedische Senke noch zum kühlgemäßigten subozeanischen Klima Mitteleuropas gehört, schließt sich nördlich davon das kaltgemäßigte, kontinentale Borealklima mit ausgedehnten Nadelwäldern an. 
Als zum Ende der Weichsel-Eiszeit vor etwa 14.000 Jahren die zwei bis drei Kilometer dicke skandinavische Eisschicht abzuschmelzen begonnen hatte, ergoss sich damals der Baltische Eisstausee, der Vorläufer der heutigen Ostsee, über die Mittelschwedische Senke in den Atlantischen Ozean.